# Freycinetia pectinata
Freycinetia pectinata är en enhjärtbladig växtart som beskrevs av Elmer Drew Merrill och Lily May Perry. Freycinetia pectinata ingår i släktet Freycinetia och familjen Pandanaceae. Inga underarter finns listade.